# 2025年3月

## 3月1日
- 阿布哈茲選出巴德拉·君巴（英语：Badra Gunba）為阿布哈茲總統。[1]
- 库尔德族分离主义组织库尔德斯坦工人党宣布与土耳其政府停火，並启动其解除武装程序。[2][3]
- 香港最大型體育基建項目啟德體育園正式落成啟用。[4]

## 3月2日
- 塔吉克斯坦舉行2025年塔吉克斯坦議會選舉（英语：2025 Tajik parliamentary election），塔吉克斯坦人民民主黨仍為最大黨。[5]
- 電影获得第97屆奧斯卡金像獎最佳影片奖，并以5项大奖领跑。[6]
- 美国萤火虫太空公司蓝色幽灵一号成功在月球表面软着陆。[7]
- 英國首相施紀賢於倫敦召開2025年倫敦烏克蘭峰會，組建「自願聯盟」，以強化歐洲對烏克蘭的支持[8]。

## 3月3日
- 奧地利新政府成立，奥地利人民黨黨首克里斯蒂安·施托克爾任奧地利總理。[9]
- 特朗普政府宣布对加拿大和墨西哥的商品加征25%关税，对中华人民共和国商品再加征10%关税。[10]
- 特朗普政府宣布暂停美国对乌克兰的一切军事援助。[11]

## 3月4日
- 密克羅尼西亞舉行2025年密克羅尼西亞聯邦議會選舉（英语：2025 Micronesian parliamentary election）。[12]
- 曼島舉行立法委員會選舉。[13]
- 中国建筑师刘家琨获得2025年度的普利兹克建筑奖。[14]

## 3月5日
- 中華人民共和國第十四届全国人民代表大会第三次会议及中国人民政治协商会议第十四届全国委员会第三次会议等「两会」在北京市召開。[15]
- 现代计算机强化学习领域的奠基人理查德·S·薩頓和安德魯·巴托获得图灵奖[16]。

## 3月6日
- 韩国空军F-16戰隼戰鬥機在军演中输错投弹坐标，误炸抱川市居民区，造成15人受伤。[17]

## 3月7日
- 美國密蘇里州聯邦地區法院判決中國政府需為隱瞞及誤導新冠疫情承擔責任，需要賠償超過240億美元，密蘇里州檢察長表示會沒收中國在當地持有的資產，中方拒絕接受判決結果[18][19]。
- 韓國首爾中央地方法院作出取消拘留總統尹錫悅的決定。[20]
- 缅甸国家管理委员会主席敏昂來表示，缅甸军政府计划在2025年12月至2026年年初举行选举。[21]

## 3月9日
- 馬克·卡尼在加拿大自由黨黨魁選舉中獲勝，將成為新一任加拿大總理。[22]
- 阿爾及利亞舉行025年阿爾及利亞國家委員會選舉。[23]
- 科學家在南大西洋海底首次拍攝到南極中爪鱿幼體活動影像。[24]

## 3月10日
- 白俄羅斯總統盧卡申科任命亞歷山大·圖爾欽為白俄羅斯總理。[25]
- 愛沙尼亞社會民主黨離開聯合政府。[26]
- 蘇利南外交部長阿爾伯特·拉姆丁（英语：Albert Ramdin）被選為美洲國家組織秘書長。[27]

## 3月11日
- 格陵蘭舉行2025年格陵蘭大選，由在野的民主黨獲得最多席次。[28]
- 菲律宾前总统罗德里戈·杜特尔特因任内推行的毒品战争，在回国时被警方根据国际刑事法院的逮捕令以涉嫌“危害人类罪”逮捕。[29][30]
- 葡萄牙路易斯·蒙特內哥羅內閣在國會提出信任投票案，結果反對票佔多數。[31]
- 羅馬尼亞選舉相關部門宣佈禁止克林·杰奥尔杰斯库參加5月的總統選舉。[32]
- 巴基斯坦俾路支省一旅客列车遭俾路支解放军劫持，有部份人質被殺。[33]
- 索馬里希蘭州貝萊德文市中心的開羅酒店遭到青年黨襲擊，6名武裝分子駕駛載滿炸藥的汽車衝入酒店後引爆炸彈，襲擊造成至少21人死亡，包括所有襲擊者及兩名部族長老，另有數十人受傷[34]

## 3月12日
- 伯利茲舉行2025年伯利茲大選（英语：2025 Belizean general election），人民統一黨（英语：People's United Party）仍為最大黨。[35]
- 瑞士舉行聯邦委員會選舉，馬丁·菲斯特（英语：Martin Pfister）當選。[36]
- 格魯吉亞前總統米哈伊爾·薩卡什維利因侵吞罪而在當地首都第比利斯的法院被判9年有期徒刑定讞。[37]

## 3月13日
- 葡萄牙總統馬塞洛·德索薩解散葡萄牙國會，預計於5月18日舉行大選。[38]
- 中華民國總統賴清德因應中國人民解放軍對國軍的滲透及間諜活動威脅，宣布全面檢討修正「軍事審判法」，恢復軍事審判制度，以強化國家安全。[39]
- 敘利亞總統艾哈邁德·沙拉簽署臨時憲法，期限5年。[40]
- 美東時間深夜出現月全食。[41]

## 3月15日
- 根据特朗普签署的行政命令，由埃隆·马斯克率领的的政府效率部宣布美国国际媒体署旗下的自由欧洲电台/自由电台、自由亚洲电台、中东广播网暂时冻结资金30天[42][43]。
- 由於俄羅斯抗議，特朗普將基思·凱洛格的職務限定為烏克蘭特使。[44]
- 塞爾維亞反腐敗示威抗議中約有10萬人於首都貝爾格勒示威。[45]
- 美軍對也門多個地點展開大規模空襲及海襲，這是美國總統當勞·特朗普2025年1月開始第二次總統任期以來，美國在中東發動的最大規模軍事行動[46]。

## 3月16日
- 在北馬其頓科查尼一家夜總會發生火災，造成至少59人死亡。[47]
- 中華人民共和國湖南省郴州市與衡陽市交界處的耒水河段發生鉈污染事件[48]。

## 3月17日
- 斯圖爾特·楊（英语：Stuart Young (politician)）宣誓就任特立尼達和多巴哥總理。[49]
- 卢旺达与比利时断绝外交关系。[50]
- 香港地产巨头李兆基去世，享耆寿97岁。[51][52]
- 從宏都拉斯羅阿坦島飛往拉塞瓦的飛機墜毀在出發點附近海中（英语：Aerolínea Lanhsa Flight 018），造成13人遇难。[53]

## 3月18日
- 索马里总统哈桑·谢赫·马哈茂德在前往摩加迪沙亚丁·阿德国际机场路上遭遇激进组织青年党布置炸弹刺杀未遂，事件造成至少10人死亡、20人受伤。[54]
- 尼日利亞總統博拉·蒂努布宣佈河流州進入緊急狀態，該州州長希米納拉伊·福巴拉（英语：Siminalayi Fubara）停職。[55]
- 在国际空间站滞留九个月的宇航员苏妮塔·威廉姆斯和巴里·威尔莫尔搭乘SpaceX载人9号龙飞船2号返回地球。[56]
- 以色列打破停火协议，袭击加沙地带，造成400余人死亡。[57]

## 3月19日
- 土耳其总统雷杰普·塔伊普·埃尔多安的忠实反对者、伊斯坦布尔市长埃克雷姆·伊马姆奥卢等100人因涉嫌腐败及协助恐怖主义活动，被土耳其警方逮捕。随后土耳其各个大城市都出现了大规模的抗议活动，多人被捕[58]
- 塞爾維亞國會批准總理米洛什·武切維奇辭職。[59]

## 3月20日
- 津巴布韦体育部长、退役游泳运动员柯丝蒂·考文垂在国际奥委会第144次全体会议（英语：144th IOC Session）上当选新一任国际奥委会主席，接任托马斯·巴赫。[60]
- 乌克兰独立后首任总理维托尔德·福金去世，享寿92岁。[61]
- 中華人民共和國對加拿大多種商品加徵關稅，作為對加拿大於2024年8月對其商品加徵關稅的報復措施[62]。

## 3月21日
- 韓國在野5黨在國會提出彈劾代理總統崔相穆。[63]
- 以色列內塔尼亞胡內閣撤換辛貝特長官羅嫩·巴（英语：Ronen Bar），但被以色列最高法院暫停。[64]
- 突尼斯總統凱斯·賽義德撤換總理卡梅爾·馬杜里（英语：Kamel Madouri），任命莎拉·扎法拉尼（英语：Sara Zaafarani）為新總理。[65]
- 庫拉索舉行2025年庫拉索大選（英语：2025 Curaçao general election）。[66]
- 韩国庆尚南道山清郡发生山火，随后在22日庆尚北道义城郡也爆发山火。系列山火已造成24人死亡[67]。
- 尼日尔蒂拉贝里大区泰拉省科科鲁镇一清真寺发生恐怖袭击事件，造成至少44名平民遇害、13人受伤[68]。
- 曾經二度奪下世界重量級拳擊冠軍和奧運金牌的喬治·福爾曼於美國德州休士頓離世，享年76歲[69]。

## 3月23日
- 馬德拉群島舉行2025年馬德拉群島議會選舉（英语：2025 Madeiran regional election）。[70]

## 3月24日
- 韩国宪法法院审结並驳回国会对国务总理及时任代总统韩悳洙的弹劾案[71]。
- 日本冈山市南区与爱媛县今治市部分地区发生山火，有1274人需要避难。[72]

## 3月25日
- 摩爾多瓦加告茲自治區首長葉夫根尼亞·古楚爾（英语：Evghenia Guțul）在基希訥烏國際機場被捕。[73]
- 英國考古學家宣佈在英格蘭北約克郡的田野中發現梅爾森比窖藏，包含數百件鐵器時代的金屬文物[74]。

## 3月26日
- 尼日爾軍事政權領袖阿卜杜拉赫曼·奇亚尼就任尼日爾總統，任期5年。[75]
- 日本东京地方法院根据《宗教法人法》，命令解散日本的統一教教会，为日本第一个因为民法侵权行为而被勒令解散的宗教团体。山上彻也曾供述此教的所作所为是其刺杀安倍晋三的动机。[76][77]
- 李在明獲首爾高等法院（朝鲜语：서울고등법원）判決無罪。[78]
- 愛沙尼亞國會修改憲法，規定一部分外國人，主要是俄羅斯、白俄羅斯公民以及無國籍人士將在未來無法參加地方選舉投票。[79]

## 3月27日
- 美國總統唐納·川普撤回任命眾議院議員愛麗絲·斯蒂芬尼克為駐聯合國代表的提名。[80]
- 由於印尼政府立法增加軍事參與民間政府角色，因此爆發第二波「#黑暗印尼」抗議活動。[81]

## 3月28日
- 邁克·艾曼領導的阿魯巴新政府成立。[82]
- 延斯-弗雷德里克·尼尔森就任格陵兰总理。[83]
- 缅甸实皆省发生7.9级地震，中国云南和泰国皆有强烈震感[84]。

## 3月29日
- 敘利亞總統艾哈邁德·沙拉宣佈第二屆敘利亞過渡政府成立，取代前敘利亞總理穆罕默德·巴希爾領導的首屆過渡政府[85]。

## 3月31日
- 瑪麗娜·勒龐因挪用歐盟資金被判4年有期徒刑，預計將無法參加2027年法國總統選舉。[86]